# Rolf Gerken
Rolf Gerken ist ein ehemaliger deutscher Basketballspieler.

## Leben
Gerken spielte ab 1971 mit dem Hamburger TB in der Basketball-Bundesliga. Nach dem zwischenzeitlichen Abstieg kehrte er mit der Mannschaft 1979 in die höchste Spielklasse der Bundesrepublik zurück und war dort dann abermals mit dem HTB 62 vertreten. Ab 1981 spielte er mit den Hamburgern wieder in der 2. Bundesliga.